# Ilyas Bougafer
Ilyas Bougafer (Nieuw-Vennep, 28 januari 2003) is een Marokkaans-Nederlands voetballer die doorgaans speelt als linksbuiten. In juli 2025 verruilde hij FC Volendam voor US Yacoub.

## Clubcarrière
Bougafer speelde in de jeugd van VVC en SV Hoofddorp en kwam in 2018 terecht in de opleiding van PSV. Hier tekende hij in augustus 2020 zijn eerste professionele contract. Bougafer maakte op 30 april 2021 zijn professionele debuut namens Jong PSV in de vijfendertigste speelronde van de Eerste divisie in het seizoen 2020/21. Op bezoek bij Telstar moest hij van invalcoach Ernest Faber als reservespeler aan het duel beginnen. Drie minuten voor tijd mocht hij Jeremy Antonisse aflossen. Glynor Plet opende de score namens Telstar, waarna Jong PSV via Nigel Thomas op gelijke hoogte kwam. Frank Korpershoek zette Telstar opnieuw op voorsprong, maar voor de tweede maal kwamen de bezoekers op gelijke hoogte, via Emmanuel Matuta: 2–2. In de zomer van 2021 kreeg Bougafer een nieuw contract bij PSV, tot medio 2023. In januari 2022 verhuurde PSV de middenvelder voor een half seizoen aan Willem II. Voor deze club kwam hij niet in actie en medio 2023 kreeg Bougafer geen nieuw contract bij PSV.
Na een jaar zonder club te hebben gezeten sloot Bougafer medio 2024 op amateurbasis aan bij Jong FC Volendam, in de hoop een profcontract te verdienen. Een jaar later verkaste hij naar US Yacoub, dat voor het eerst gepromoveerd was naar de Botola Pro.

## Clubstatistieken
| Seizoen | Club        | Competitie     | Competitie | Competitie | Beker | Beker | Internationaal | Internationaal | Totaal | Totaal |
| Seizoen | Club        | Competitie     | Wed.       | Dlp.       | Wed.  | Dlp.  | Wed.           | Dlp.           | Wed.   | Dlp.   |
| ------- | ----------- | -------------- | ---------- | ---------- | ----- | ----- | -------------- | -------------- | ------ | ------ |
| 2020/21 | Jong PSV    | Eerste divisie | 2          | 0          | —     | —     | —              | —              | 2      | 0      |
| 2021/22 | Jong PSV    | Eerste divisie | 0          | 0          | —     | —     | —              | —              | 0      | 0      |
| 2021/22 | → Willem II | Eredivisie     | 0          | 0          | 0     | 0     | —              | —              | 0      | 0      |
| 2022/23 | Jong PSV    | Eerste divisie | 6          | 0          | —     | —     | —              | —              | 6      | 0      |
| Totaal  | Totaal      | Totaal         | 8          | 0          | 0     | 0     | 0              | 0              | 8      | 0      |

Bijgewerkt op 23 juli 2025.